# Paraselenis axillaris
Paraselenis axillaris es una especie de insecto coleóptero de la familia Chrysomelidae.
Fue descrita científicamente en 1823 por Sahlberg.